# Nizjegorodskaja (station MTsK)
Nizjegorodskaja (Russisch: Нижегородская ) is een station van de tweede ringlijn in de Russische hoofdstad Moskou. Het station ligt aan de zuidkant van het emplacement van het station Andronovka uit 1908. Het betreft hier nieuwbouw om een goede aansluiting te bieden op het metrostation  Nizjegorodskaja, tijdens de bouw werd de projectnaam Rjazanskaja gebruikt, bij de opening is dit gewijzigd in Nizjegorodskaja. In de jaren 60 van de twintigste eeuw zijn plannen gemaakt om lijn 11, als metro buitenring, langs de ringspoorlijn te laten lopen, maar lijn 11 komt nu dichter bij het centrum te lopen en de ringspoorlijn is in september 2016 als tweede ringlijn heropend voor reizigersvervoer. Nizjegorodskaja is vanaf 2018 een overstappunt tussen de tweede ringlijn en de zuidoostlijn (lijn 15) en vanaf 2019 ook met de buitenringlijn (lijn 11).  